# Qutb
Qutb (arabisch قطب, DMG quṭb) – manchmal auch umgeschrieben als Qutub, Kutub oder Kuttub – bedeutet auf Arabisch „Pol“, „Achse“ oder auch (besonders im Plural: arabisch أقطاب, DMG Aqṭāb) „bedeutende Persönlichkeit“ oder „Berühmtheit“, kann aber in manchen islamischen Strömungen auch eine religiöse Komponente haben. Das Wort ist nicht verwandt mit dem arabischen Wort für „Bücher“, „kutub“ (arabisch كتب, DMG kutub).

## Die sufische Bedeutung des Begriffs
Dieser Begriff hat im Sufismus eine besondere Bedeutung, und zwar, dass der (quṭb) die einzige Person ist, auf die der Blick Gottes zu aller Zeit gerichtet ist, der Gott seinerseits den größten Talisman (aṭ-Ṭilsam al-aʿẓam) gab. Und nur wenn sich jemand an ihn wendet, wird er als „Helfer“ (ġauṯ) bezeichnet.
Nach Ramaḍān aṣ-Ṣaftāwī bezieht sich der Ausdruck „aṭ-Ṭilsam al-aʿẓam“ auf das Übermaß an Wissen, welches Gott dem quṭb verlieh und mit dem ihn zu jemandem machte, der zu seiner Zeit Gott am besten kennt. Im Hinblick auf das Wissen ist es für den quṭb das Größte, während es für alle andere ein Geheimnisvolles oder Verborgenes ist.

## Bekannte Bauwerke
- Qutb-Komplex, Gelände in Delhi, auf dem die Ruinen der ehemaligen von Qutb-ud-Din Aibak errichteten Quwwat-al-Islam-Moschee stehen
- Qutb Minar, Minarett der ehemaligen Quwwat-al-Islam-Moschee

## Namensträger
- Mohammed Qutb (1919–2014), ägyptischer Islamist
- Sayyid Qutb (1906–1966), ägyptischer Journalist und islamistischer Theoretiker
- Qutb ad-Din asch-Schirazi (1236–1311), persischer Wissenschaftler
- Qutb-ud-Din Aibak (gest. 1210), Begründer des Sultanats von Delhi und der sogenannten Sklavendynastie
- Qutb-ud-din Mubarak Shah, (reg. 1316–1320) vorletzter Sultan der Khilji-Dynastie im Sultanat von Delhi
- Quli Qutb Shahi (reg. ab 1512), erster Sultan von Golkonda und Begründer der Dynastie Qutb Shahi
- Abdullah Qutb Shah (reg. 1626–1672), vorletzter Sultan von Golkonda
- Abul Hasan Qutb Shah (reg. 1672–1687), letzter Sultan von Golkonda
- Qutb ad-Din Muhammad (reg. 1097–1128), choresmischer Schah
- Qutb ad-Din Mawdud (reg. 1149–1170), zengidischer Atabeg von Mosul

## Beinamensträger
- Muhammad ibn Yūsuf Atfaiyasch (1821–1914), ein ibiaditischer Gelehrter aus Algerien, der unter den Ibaditen mit dem Beinamen „Pol der Imame“ (quṭb al-aʾimma) bekannt ist.